# Парк імені Тараса Шевченка (Тернопіль)
Парк і́мені Тара́са Шевче́нка — громадський парк у місті Тернополі. Розташований біля Тернопільського ставу, між вулицями Білецькою, Грушевського, Замковою та набережною Тернопільського ставу.
Площа парку — 22 га. Перебуває у віданні комунального підприємства «Об'єднання парків культури і відпочинку міста Тернополя».

## Історія створення і сучасність
Створений на місці заплави річки Серету, яка щороку навесні та влітку заливалась водою. Після підсипки території відходами розбитих будівель та чорноземом, тут були висаджені дерева. Роботи велися на всій площі одночасно. Люди працювали у 2 і 3 зміни. Парк будувався силами громадськості та комунальних організацій з 1950 по 1953 роки. З 1951 року розпочалося відновлення Тернопільського озера і засадження парку поблизу нього. Тоді мешканці міста засадили близько 16 га парку.
У парку було побудовано літню естраду, танцювальний майданчик на острові «Чайка», дитячий майданчик, пляж, 2 фонтани, містки, гойдалки, шахово-шашковий клуб.
Парк відкрито 19 липня 1953 року і присвоєно ім'я Т. Г. Шевченка. Надалі були побудовані більярдна, спортивний майданчик, торгові кіоски, тенісний корт, літній кінотеатр.
Парк ім. Т. Г. Шевченка став улюбленим місцем відпочинку тернополян. Тихі тінисті алеї, невелика штучна водойма, острівці, легкі арочні мости, плесо Тернопільського ставу надають парку особливої чарівності та неповторності.
На базі озера в 1955 році відкрито морський клуб. Це єдиний у країні морський клуб, створений у місті, поблизу якого немає моря. При морському клубі працювали кілька секцій: вітрильного, підводного, водно-моторного спорту. В розпорядженні спортсменів були швертботи, скутери, шестивесельні шлюпки, човни, буєри.
На берегах озера обладнані пляжі. Для любителів веслування, водно-моторного і вітрильного спорту збудовані станції з пристанями. В озері багато риби, любителів її ловлі тут можна зустріти будь-якої пори року.
Також на території парку є спортивний майданчик клубу «Динамо», клуб «Автолюбитель». А на прилеглих територіях розташовані: диско-бар «Максим», пологовий будинок, готель «Тернопіль», церква «Чесного Хреста», пляж «Циганка».
У 2017 році здійснили реконструкцію парку навколо пам'ятника Степанові Бандері: замінили бруківку, встановили перголу.

## Географія парку

### «Підзамче»
Раніше місцевість «Підзамче» була суцільною руїною, але після завершення будівництва готелю «Тернопіль» були проведені роботи з благоустрою цієї території, створені мальовничі тераси.
На одному з міжнародних мистецьких заходів, що проходив у Тернополі, були виготовлені скульптурні композиції, які встановили у сквері «Підзамче». Крім них тут є скульптурні композиції з металу — «Дерево щастя» та «Серце».
У куточку «Підзамче» біля готелю «Тернопіль» розташований каскадний фонтан «Сльози Гронського». Особливо гарний він увечері, коли підсвічена ліхтариками вода, стікає з гори, утворюючи багато маленьких водоспадів.
Ближче до вулиці Над Ставом встановлений пам'ятний хрест до річниці Хрещенні Русі, біля якого відбуваються літургії та освячення води.

### Острови
У парку є два острови: Острів Кохання (або Острів закоханих) та «Чайка».

#### Острів Кохання
Острівок насипаний за 30 метрів від набережної парку, на Тернопільському ставі. На нього можна потрапити через місток. На острівку є альтанка закоханих.
На початку серпня 2017 року тут встановили оригінальну лавку зі світлодіодами, тому лавка у вечірню частину доби підсвічується.

#### Острів «Чайка»
Острів насипаний посеред внутрішнього ставка парку, з основною територією він з'єднаний містком.

### Ставок
У центральній частині парку західніше від замку є ставок, який каналом з'єднаний з Тернопільським ставом. Тут містяни та гості Тернополя можуть поплавати на катамаранах. У північній частині ставка є невеликий водограй.

### Велодоріжки
Велосипедні доріжки в парку є
- від вул. Руської (біля церкви Воздвиження Чесного Хреста вздовж набережної ставу на «Циганку» на Новому світі
- від вул. Замкової до вул. Білецької

## Флора
На території парку зростає близько 50 видів дерев та чагарників, серед яких верба біла плакуча, ялина колюча голуба, туя західна, дуб черешчатий, ялівець козацький, тополя та інші. Особливою цінністю парку є птерокарія крилатоплода (лапина крилоплода) — єдиний у Тернополі екземпляр дерева, занесеного до Червоної книги України. Його висота сягає понад 20 м, вік — бл. 50 років.
У парку зростають також кілька екземплярів оцтового дерева, горіха ведмежого, туї колоноподібна.

## Догляд за парком
Упродовж 2000 року на території парку висаджено близько 1000 дерев і кущів, з них 450 кущів троянд. У 2007 році проведені значні ремонтні роботи: полагодили огорожу набережної, проведено капітальний ремонт сцени літньої естради, зовнішній і внутрішній ремонт громадського туалету. Вздовж алей встановлено нові ковані лавки. Проведено формування крон дерев.

## Масові заходи
У парку відбуваються різні фестивалі, зупиняються мандрівні цирки.

## Світлини

Дитячий майданчик
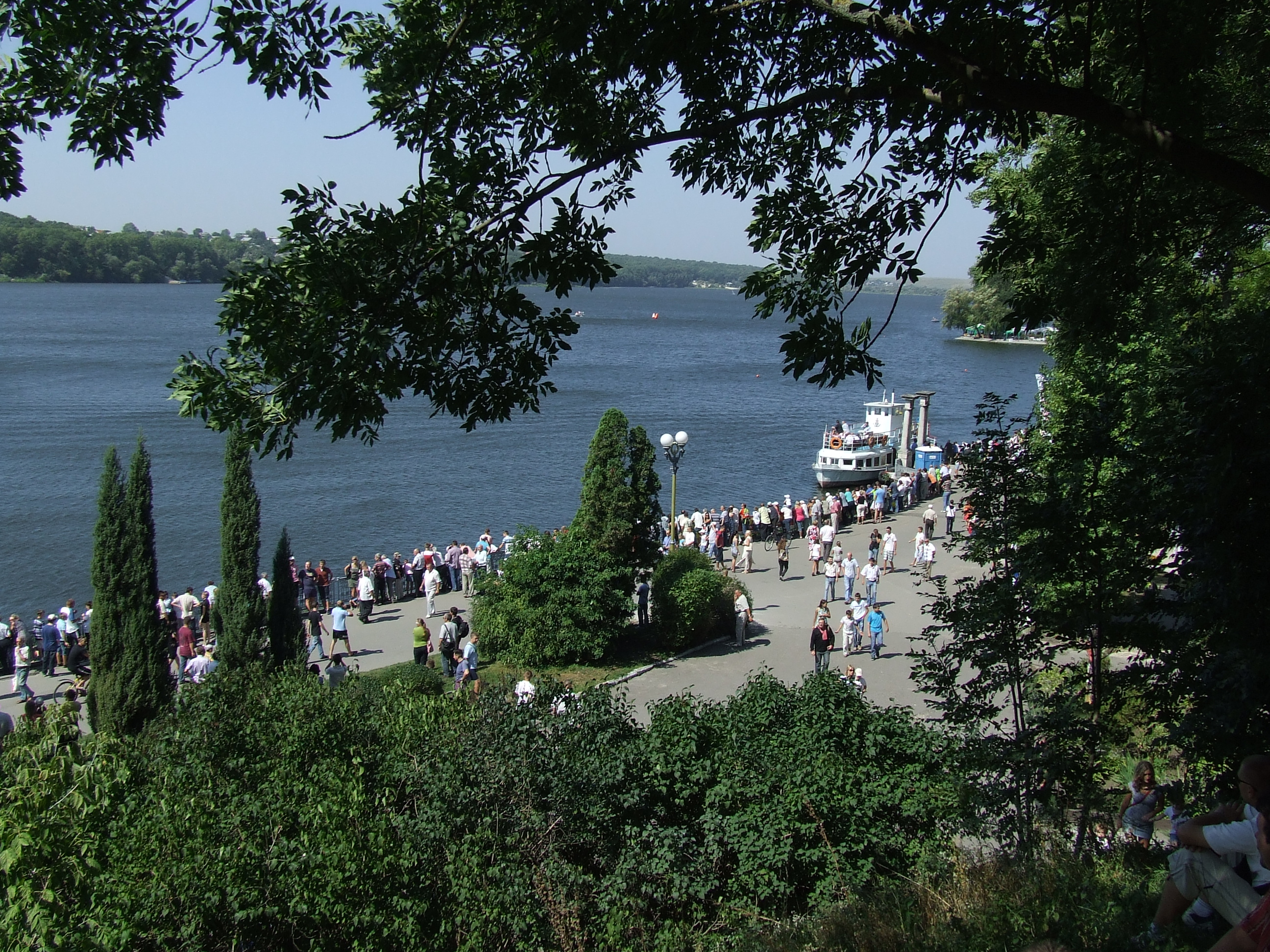
Набережна Тернопільського ставу в парку
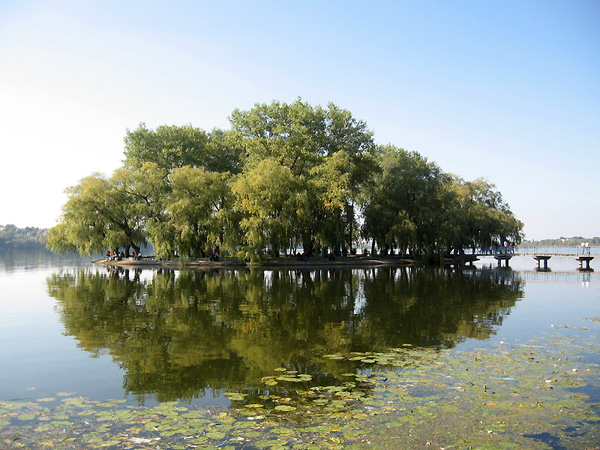
Альтанка на острові Кохання
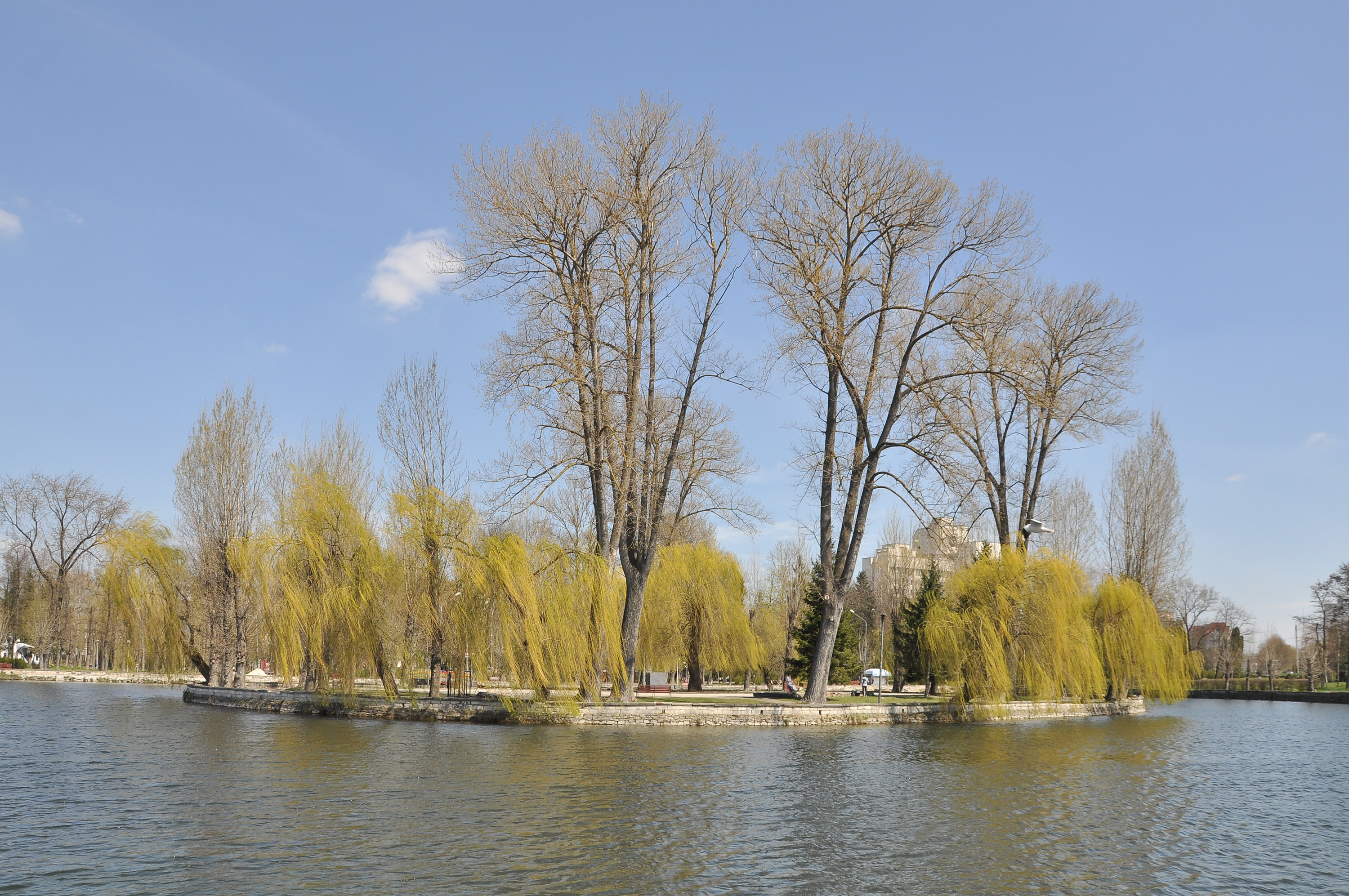
Острів «Чайка» (квітень 2015 р.)
Набережна з видом на аераційний фонтан "Чайка"Набережна з видом на аераційний фонтан "Чайка"